# Torre dei Ciacchi
I resti della torre dei Ciacchi e l'annessa casa Ciacchi sono degli edifici civili del centro storico di Firenze, situati tra via Vacchereccia dal 10 al 18 rosso, il vicolo de' Malespini 1 e piazza di Santa Cecilia.

## Storia e descrizione
L'edificio, nonostante le trasformazioni subite nel tempo che lo hanno reso sostanzialmente moderno, conserva l'antica fondazione che un tempo lo vedeva collegato per mezzo di una volta alle case demolite verso piazza della Signoria, dove oggi si trova il palazzo delle Assicurazioni Generali. In particolare si vedano, al piano terra dal lato di via Vacchereccia, le tracce dell'antico paramento di pietra, con arcate nascoste dalle botteghe. Addossato alla casa (18 rosso) è un avanzo di torre, anticamente dei Ponci, ai primi del XV secolo dei Ciacchi, vasai fino all'estinzione della famiglia nel XVI secolo. Nella bottega, sotto la torre, stavano nel 1480 due celebri orafi, Francesco di Giovanni Tinghi e Antonio di Salvi Salucci, che pagavano di pigione ad Ilarione Ciacchi 25 fiorini di suggello e un'oca ogni anno. Sulla torre è presente lo stemma dei frati Servi di Maria, ai quali lo stabile pervenne successivamente in proprietà.

### Tabernacoli
Posto sul vicolo de' Malespini, ma affacciato sul piccolo slargo che da via Vacchereccia introduce a piazza della Signoria, si trova un pregevole tabernacolo con una Madonna col Bambino qui rimontato da materiali eterogenei negli anni Cinquanta, su iniziativa del Comitato per l'Estetica Cittadina. La cornice del XVI secolo con fini decorazioni zoomorfe e lo stemma Strozzi venne ripescato tra i materiali salvati dalle demolizioni del vecchio centro, mentre la Madonna col Bambino, un delicato bassorilievo antico da un originale di Desiderio da Settignano, venne donato dalla moglie di Piero Bargellini, Lelia Cartei.
Su via Vacchereccia è stato collocato in tempi recenti, entro una cornice in pietra sulla facciata, un bassorilievo con Santa Lucia, firmato R. Baldi. 

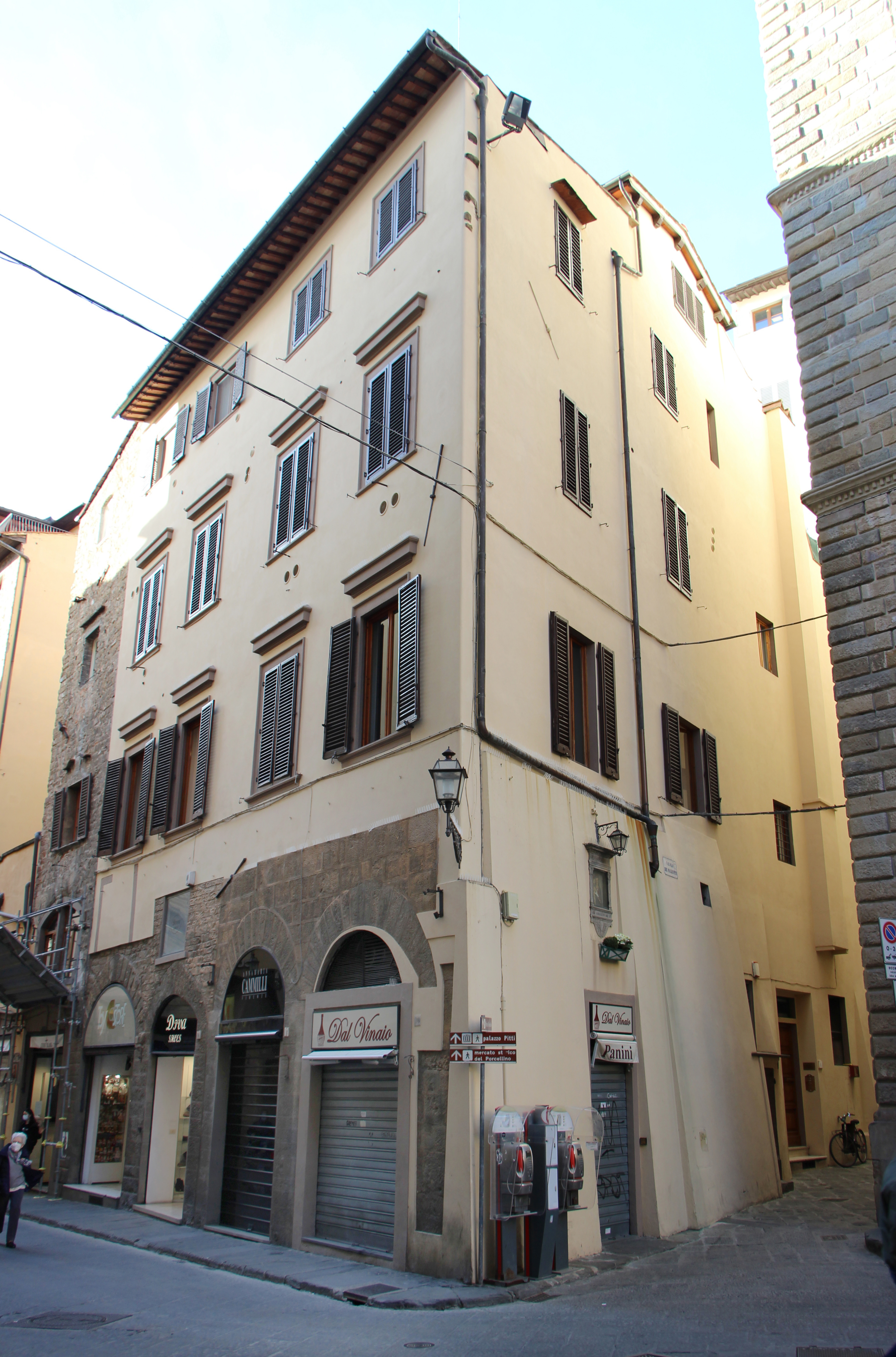
La casa Ciacchi
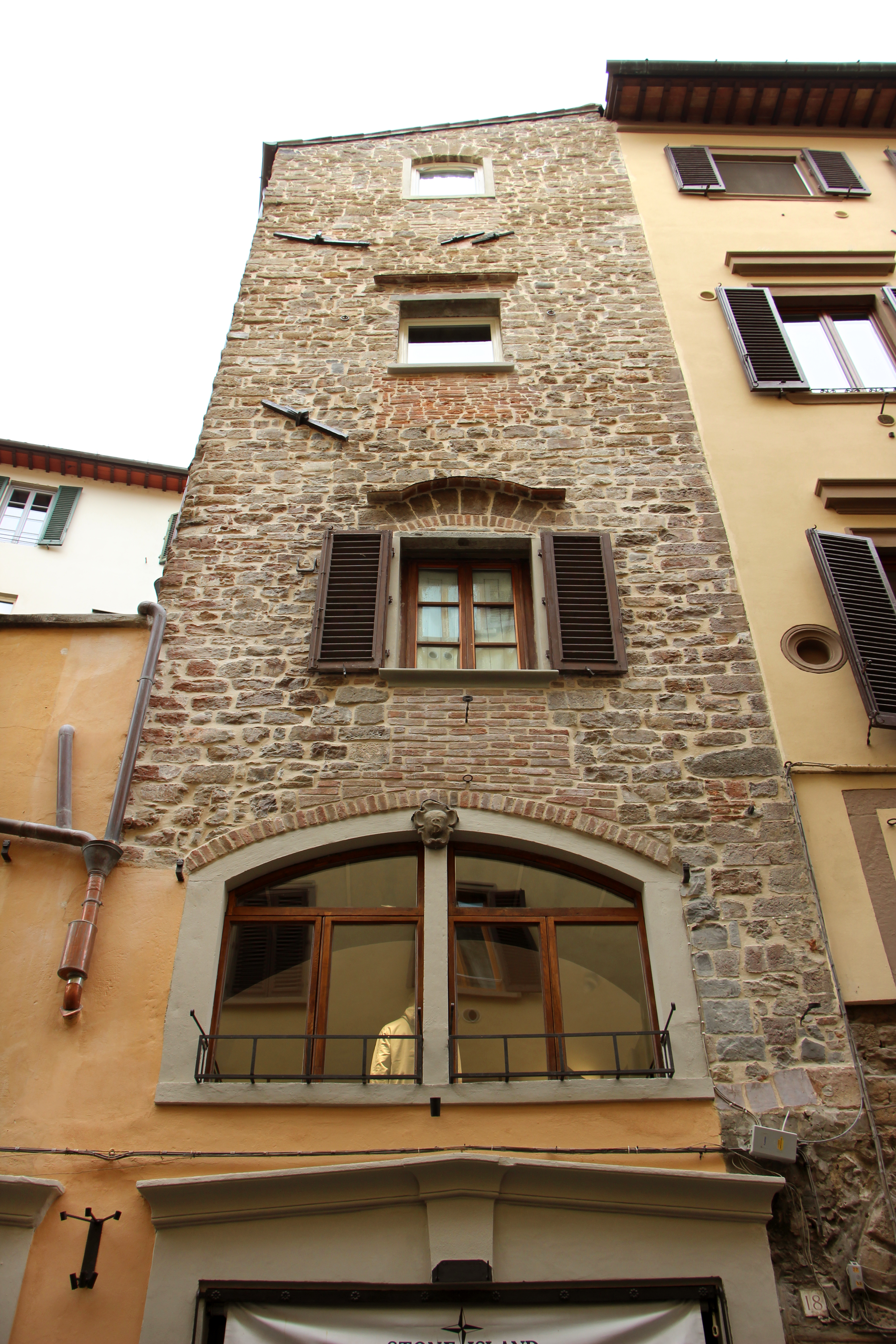
La torre dopo i restauri del 2022
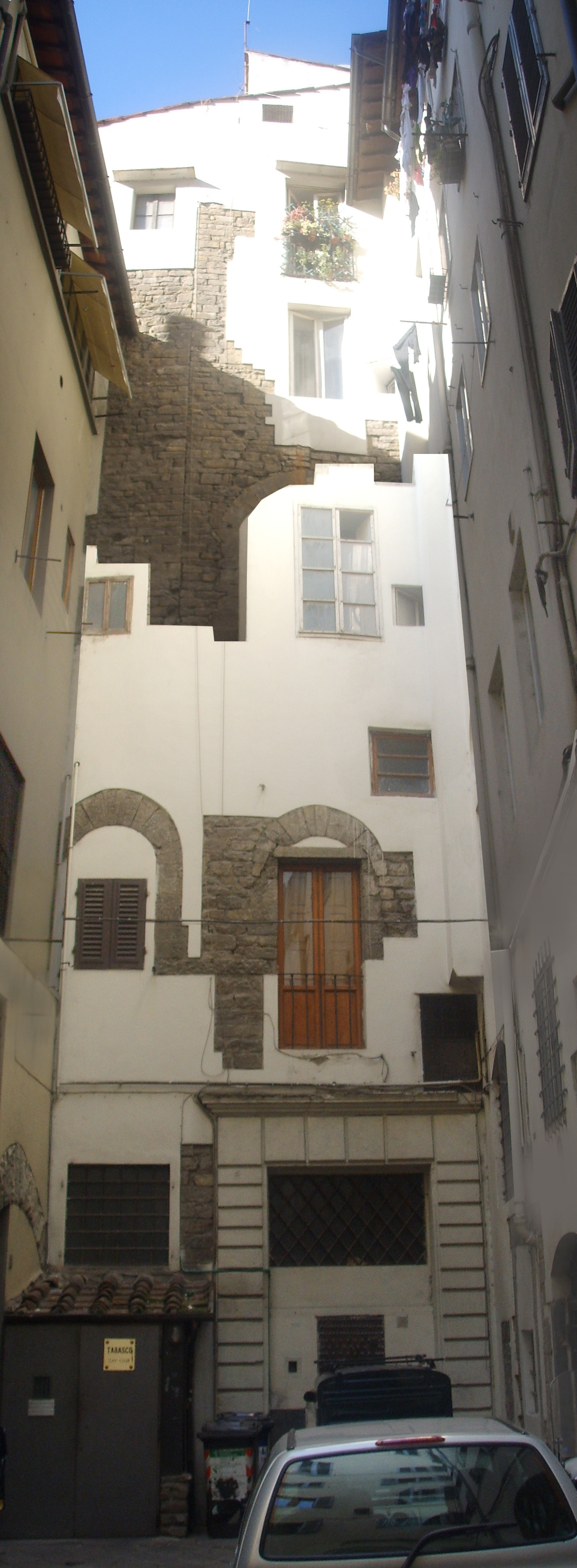
Retro su piazza Santa Cecilia
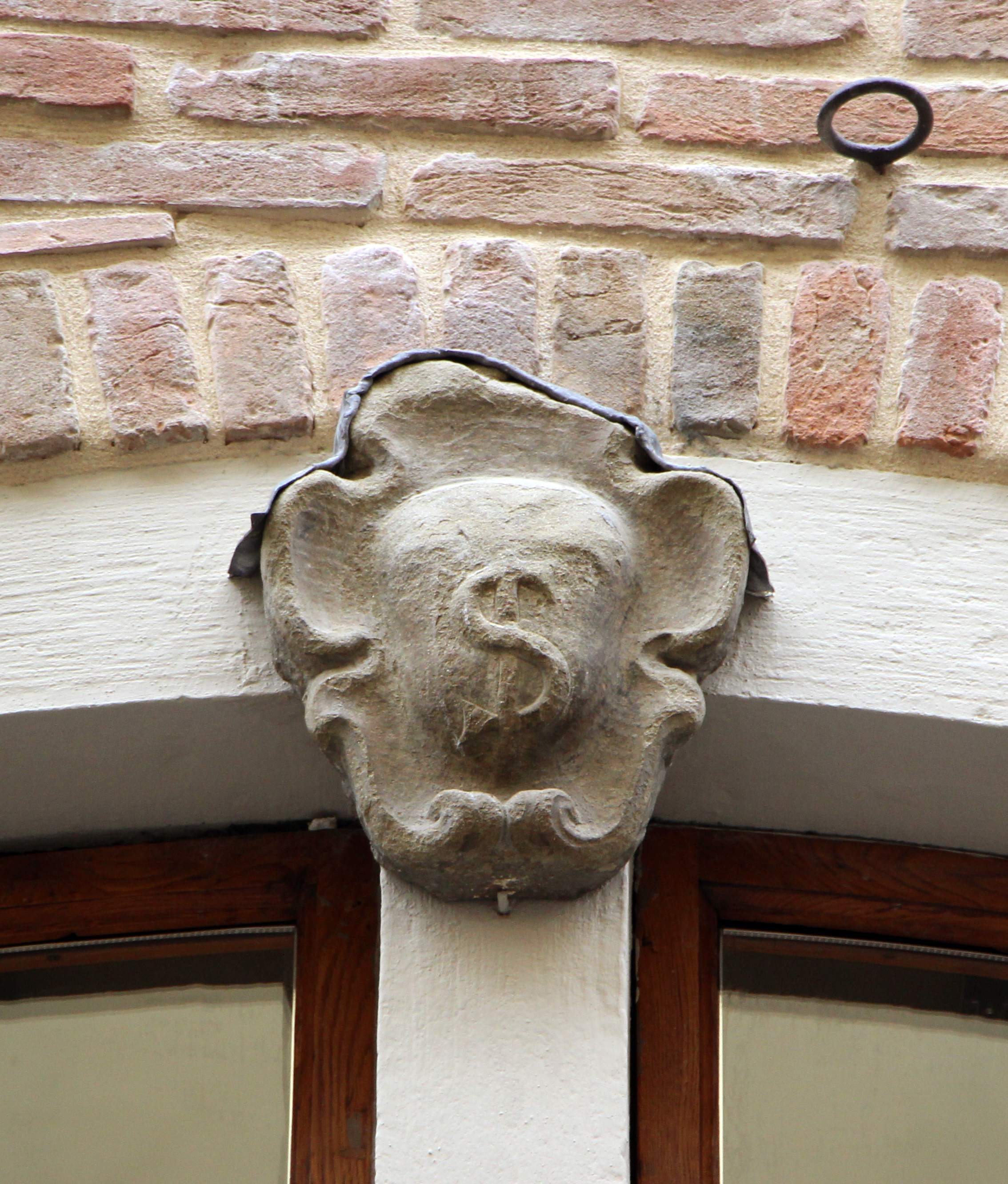
Pietrino dei Servi di Maria
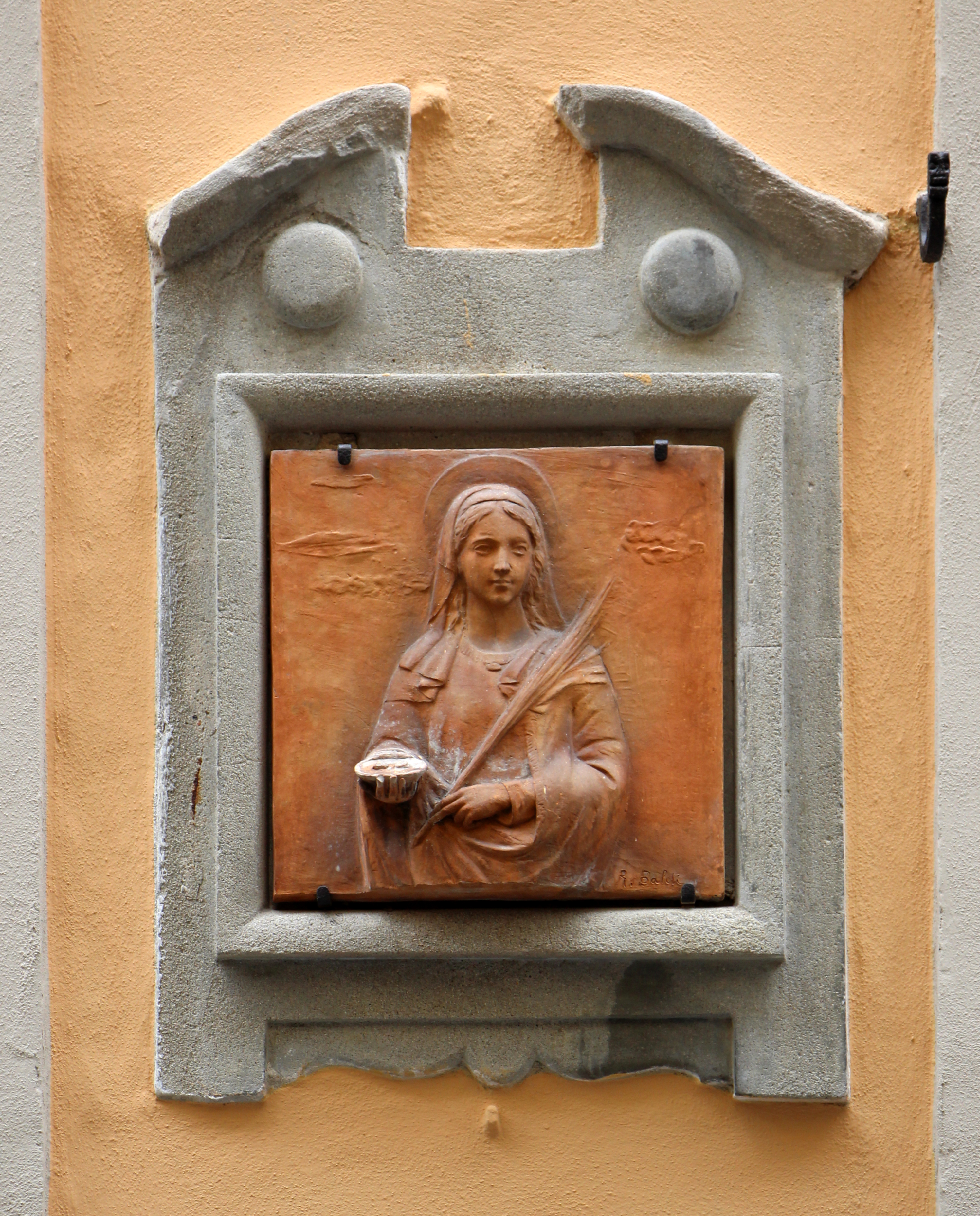
Tabernacolo di Santa Lucia
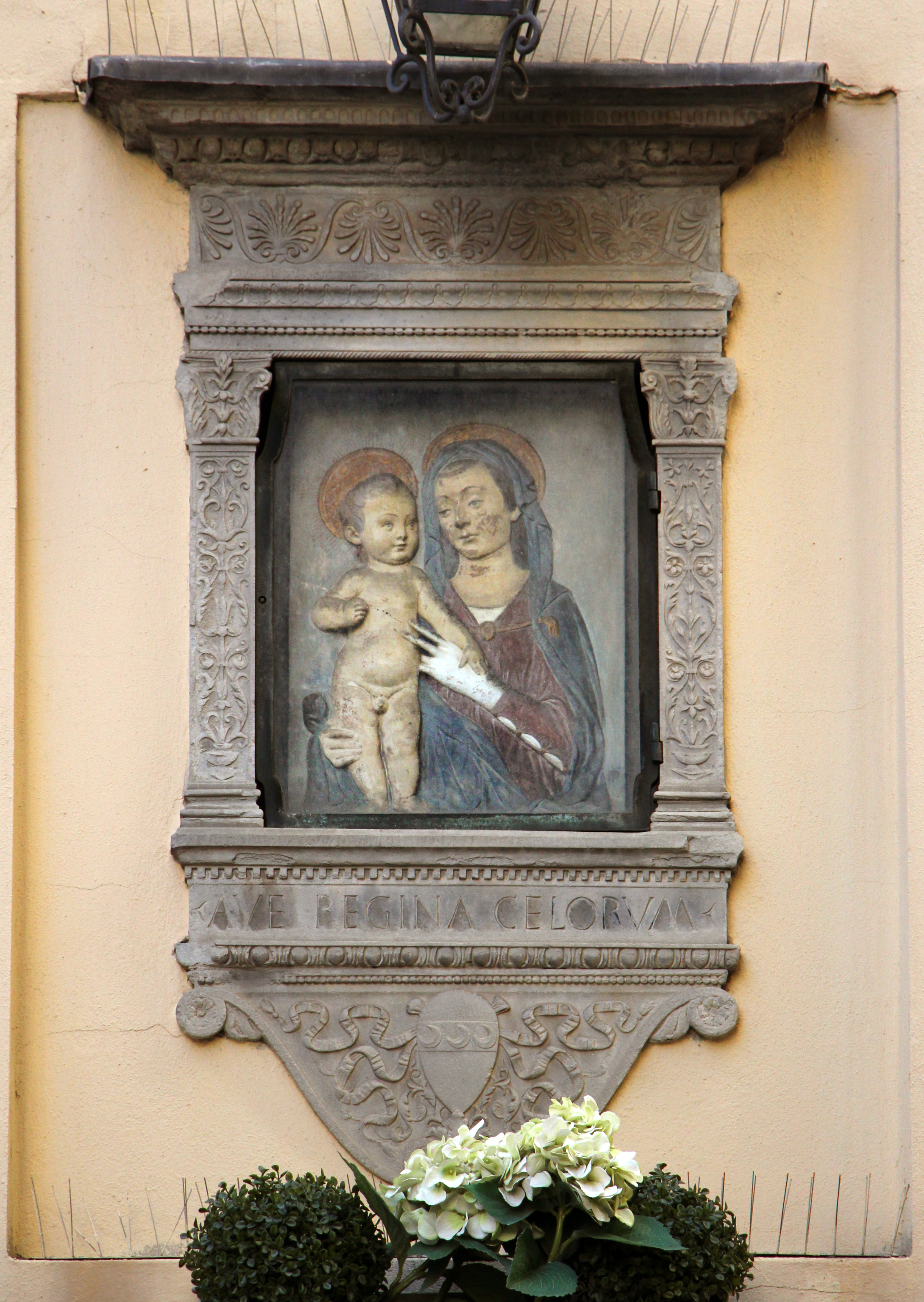
Tabernacolo di via dei Malespini